# Paul Hilton
Paul Hilton (* 8. Oktober 1959 in Oldham, Lancashire) ist ein ehemaliger englischer Fußballspieler, der zwischen 1984 und 1989 für West Ham United 60-mal in der höchsten englischen Spielklasse zum Einsatz kam. Seit dem Ende seiner aktiven Spielerkarriere ist er als Nachwuchstrainer tätig.

## Karriere
Hilton wechselte 1978 vom Amateurklub Chadderton FC zum FC Bury, nachdem er in einem Testspiel für Bury gegen Newcastle United in der ersten Halbzeit drei Treffer erzielte. Hilton, der als Mittelstürmer unter anderem zu Einsätzen in der englischen Schülernationalmannschaft kam, rückte mit der Zeit vom Angriff in die Innenverteidigung. 1980 stieg er mit Bury in die vierte Spielklasse ab und gehörte dort in der Folge zu den besten Abwehrspielern der Liga, was sich in den Jahren 1982 und 1983 auch in Berufungen in das PFA Team of the Year niederschlug. Im Februar 1984 zahlte West-Ham-Manager John Lyall 100.000 £, um ihn zum Erstligisten zu holen. Bei West Ham United war „Hilts“ als Ersatzinnenverteidiger hinter Alvin Martin und Tony Gale eingeplant, kam aber dennoch zu insgesamt 60 Erstligaeinsätzen.
Eine Reihe von Knieverletzungen zwangen Hilton im Oktober 1989 seine Karriere zu beenden, wenige Monate nachdem West Ham aus der ersten Liga abgestiegen war. Manager Billy Bonds bot Hilton im Februar 1990 eine Anstellung als Trainer an der Jugendakademie an, die dieser annahm. Zudem wurde ihm 1991 ein Abschiedsspiel zuteil. Zur Saison 1992/93 übernahm er für einige Jahre die Stelle als Trainer des Reserveteams von West Ham.
Zwischen 2001 und 2006 trainierte Hilton das U-15-Team von Ipswich Town, bevor er für einige Monate als Jugendtrainer beim FC Gillingham tätig war. Im April 2007 kehrte als Trainer an die Jugendakademie von West Ham zurück.